# Râul Fitod
Râul Fitod este un mic curs de apă, afluent al Oltului în vecinătatea municipiului Miercurea Ciuc, județul Harghita. Pe valea râului este amenajată o zonă de agrement pentru locuitorii municipiului.

## Hărți
- Harta județului Harghita
- Harta Munții Ciucului  Arhivat în 28 ianuarie 2018, la Wayback Machine.